# 神社新報
神社新報（じんじゃしんぽう）とは、神社本庁舎内に入居している神社新報社が発行する神社業界に関する専門紙。神社界唯一の新聞とも。

## 概要
1946年（昭和21年）7月8日に創刊。同年8月15日に第三種郵便物認可。月4回、毎週月曜日に発行。
主な読者は、神社本庁に属している神社や神職、崇敬者であるが、一般の人々や各国大使館などにも購読されているという。

## 論調
根幹には一貫して「伝統的日本人ならどう考えるか」という視点を貫いており、復古主義的傾向が散見される。例えば日付には西暦を使用せず、元号のみで表示している。また、現代仮名遣いを「文法的に考えて欠陥が多い」として反対しているため、記事の本文が歴史的仮名遣で記載されているが、従来の仮名遣いそのものを固定的かつ教条的に信奉して何でも強引に主張しているわけではない。

## 記事
神社本庁の活動や、皇室記事、全国各地の神社で行われた祭礼や行事、これに関連する記事を中心に扱っている。また、7月19日付で各神社庁宛、田中恆清総長名で全国神社に通達された「即位礼、大嘗祭当日神社に於いて行ふ祭祀並びに臨時大祓の件」など、神社で行われる神事のための宣命体で書かれた祝詞も発表している。
一水会に関する記事をたびたび掲載している。